# Občina Vitanje
Občina Vitanje je ena od občin v Republiki Sloveniji s središčem v kraju Vitanje. Leži na skrajnem severnem robu Savinjske regije. Meji na občine  Zreče, Vojnik, Mislinja in Dobrna. Urad občine deluje v stavbi nekdanjega škofijskega dvorca.
V občini je osnovna šola, vrtec, poštni urad, zdravstveni dom, kulturni dom, pet cerkva (glej: Župnija Vitanje), več gostinskih lokalov (eden s prenočišči), samostojnih podjetnikov in storitvenih dejavnosti.

## Naselja v občini
Brezen, Hudinja, Ljubnica, Paka, Spodnji Dolič, Stenica, Vitanje, Vitanjsko Skomarje

## Gospodarstvo
Glavni industrijski obrati in obrtniki v kraju so:
- Kovinar Vitanje
- Unior Zreče, obrat Vitanje
- Krovstvo in kleparstvo Borovnik
- Livarstvo Oprešnik
- Mizarstvo Les Vitanje
- Goslarska delavnica Skaza
- Kamnolom Klemenc